# Ґірдвайнай (Расейняйський район)
Ґірдвайнай (Girdvainai) — село у Литві, Расейняйський район, Расейняйське староство. 2001 року в селі проживало 18 людей, 2011-го — 7. Розташоване за 3 км від міста Расейняй, поруч із селами Андрушайчяй та Анілюнас.

## Принагідно
- Гугл-мапа
- Girdvainai (Raseiniai) [Архівовано 17 листопада 2016 у Wayback Machine.]

| Литва | Це незавершена стаття з географії Литви. Ви можете допомогти проєкту, виправивши або дописавши її. |